# Liste der Denkmäler, Brunnen und Skulpturen in Mainz
Die folgende Liste enthält Denkmäler, Brunnen und Skulpturen, die im öffentlichen Raum in der rheinland-pfälzischen Landeshauptstadt Mainz aufgestellt sind.

## Denkmäler

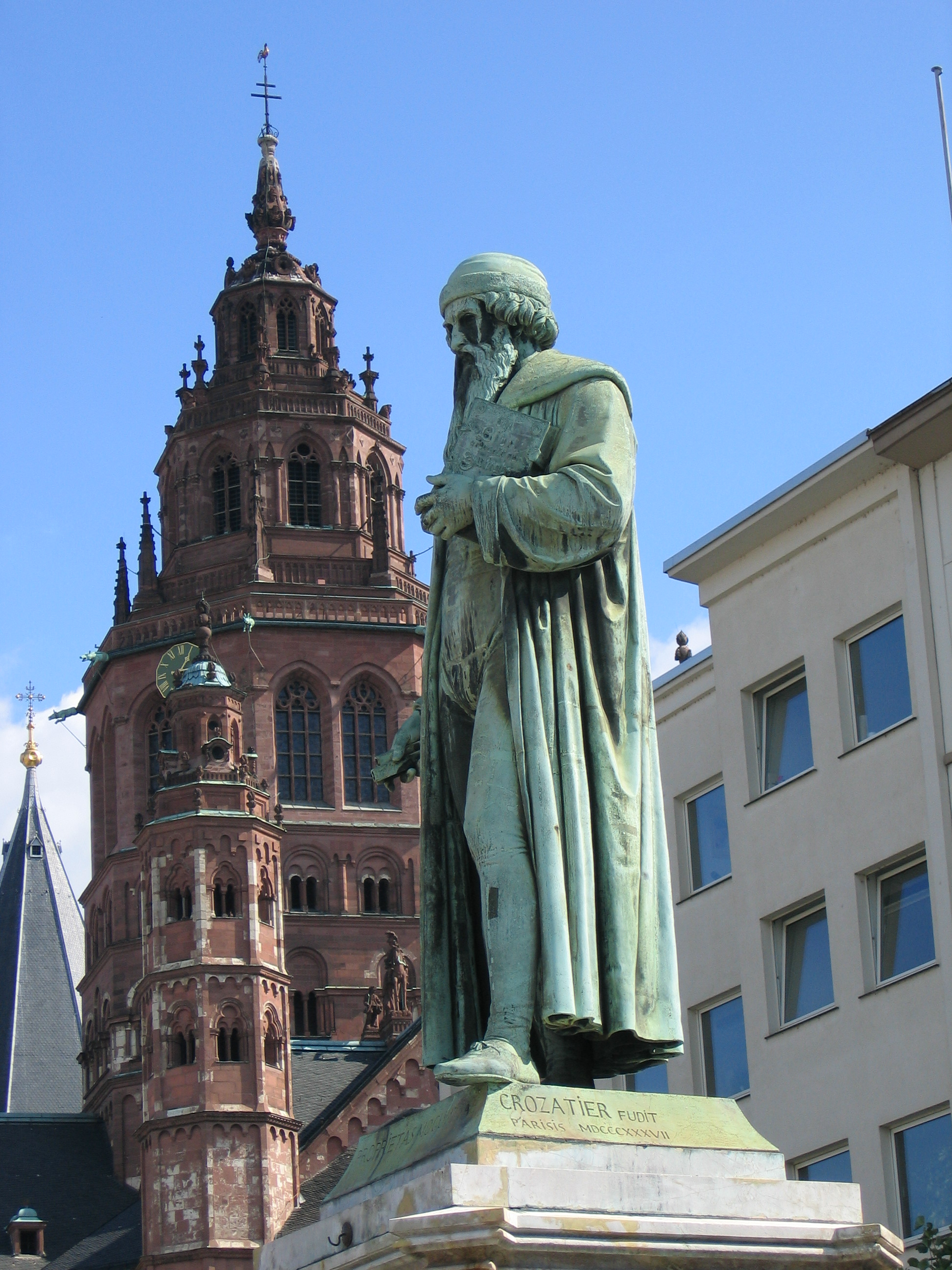
Gutenberg-Denkmal (Lindenschmit, Thorwaldsen und Crozatier)

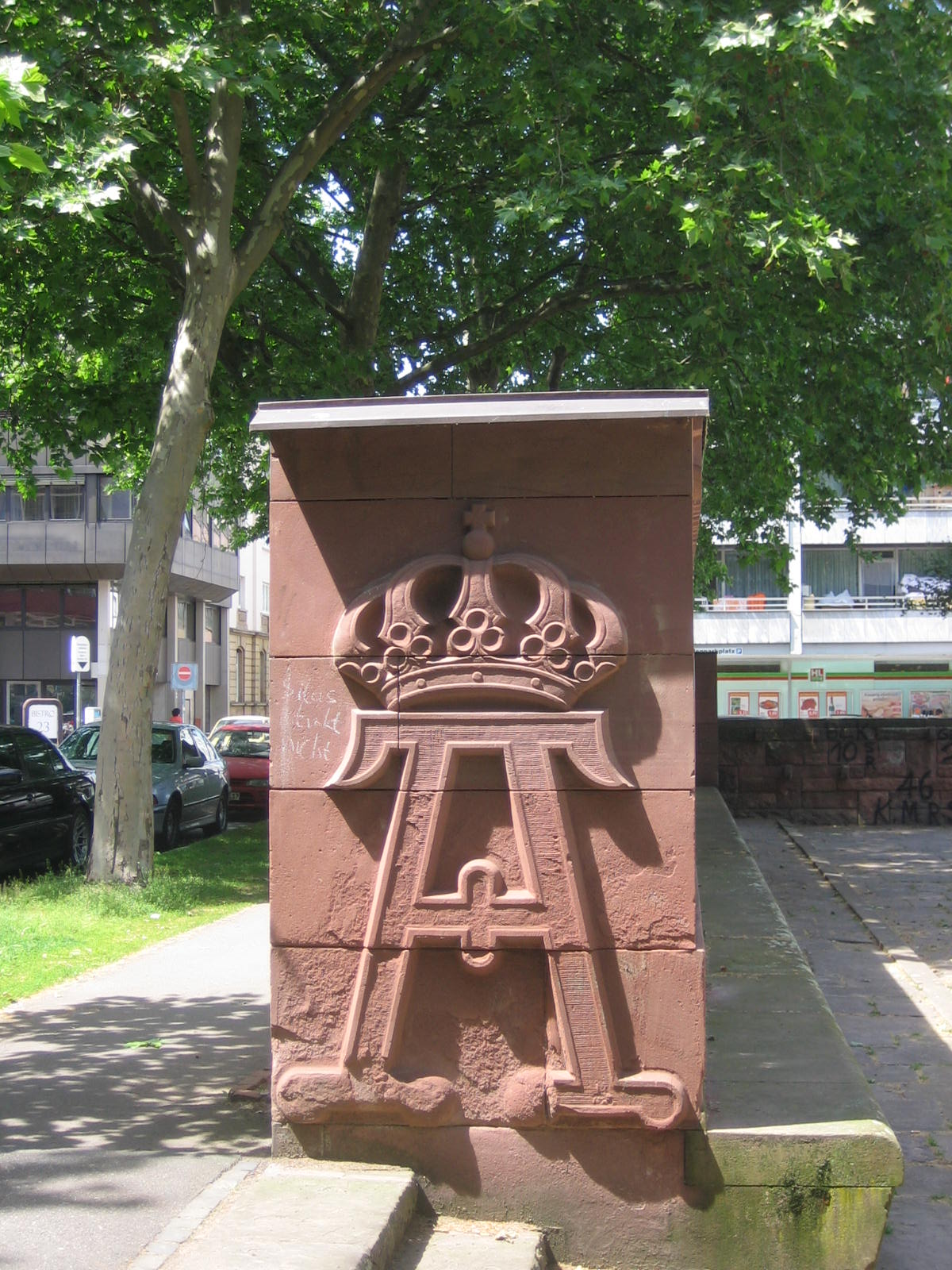
Regimentszeichen 117er

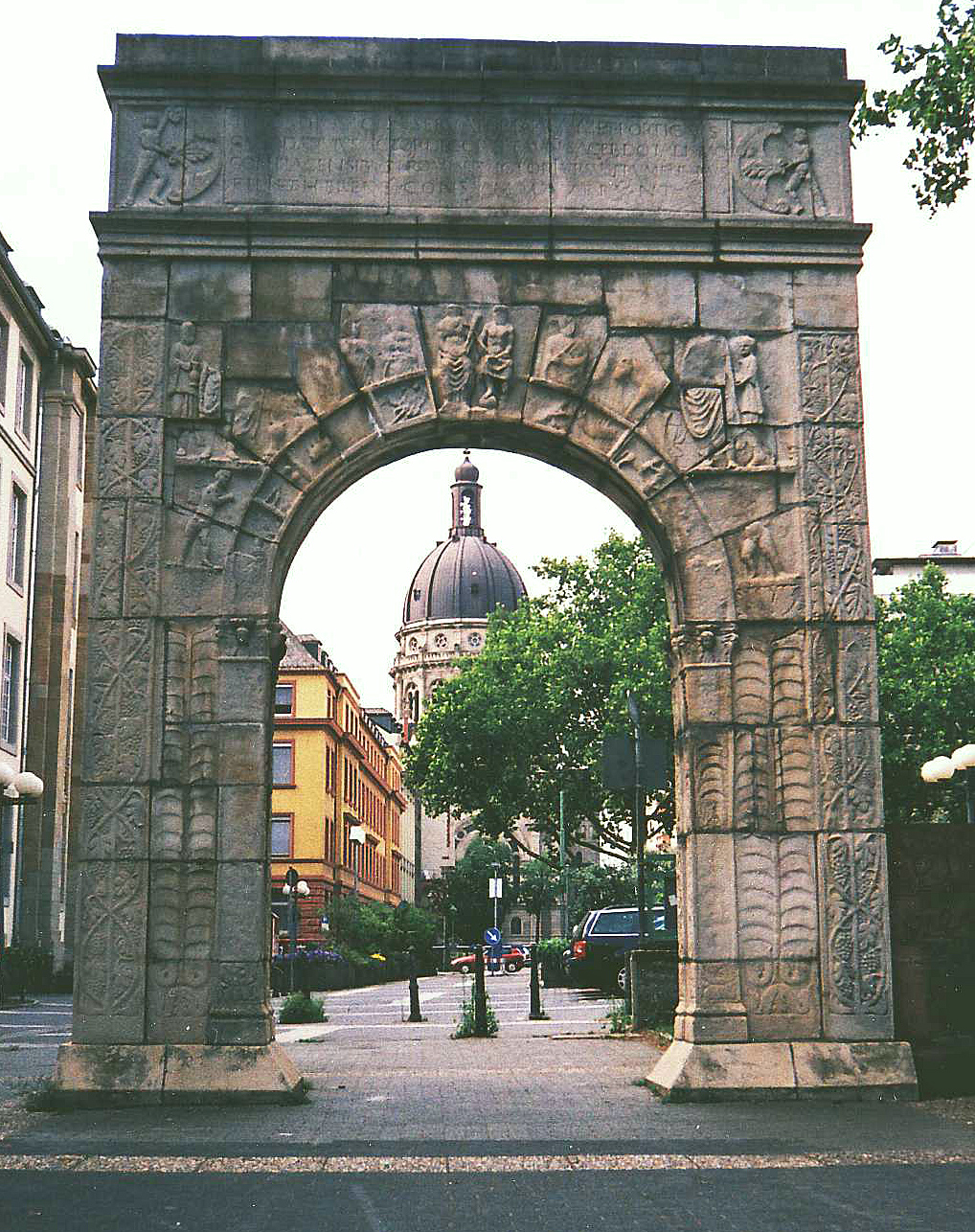
Dativius-Victor-Bogen (Kopie von 1962) mit Christuskirche im Hintergrund

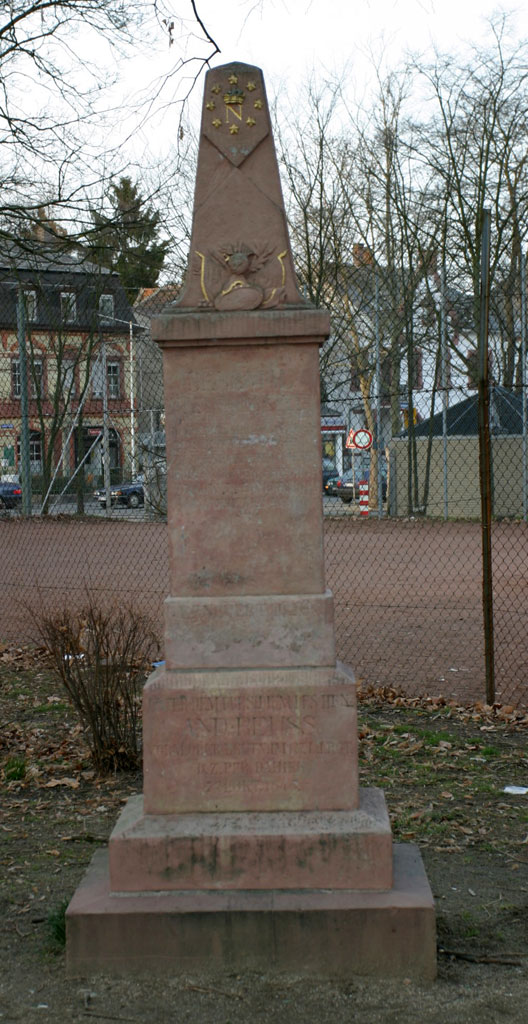
Denkmal des Gonsenheimer Napoleonvereines

- 117er Ehrenhof – Denkmal für das Infanterie-Leib-Regiment „Großherzogin“ (3. Großherzoglich Hessisches) Nr. 117
- 1848er Preussendenkmal, Hauptfriedhof (siehe: Straße der Demokratie)
- 27er Ehrenmal – Erinnerungsmal des 1. Nassauische Feldartillerie-Regiment Nr. 27 Oranien
- 87er Denkmal – Denkmal für das 1. Nassauische Infanterieregiment Nr. 87
- 88er Ehrenmal – Denkmal für das 2. Nassauische Infanterieregiment Nr. 88
- Basaltsäulen, vor der Handwerkskammer Rheinhessen
- Bürgerehrenmal, Bretzenheim, Hinter St. Georg
- Bürgermal, Hechtsheim
- Bürgersäule Gonsenheim
- Das größere Franzosendenkmal (Louis-Henri Nicot)
- Das kleinere Franzosendenkmal, Hauptfriedhof
- Dativius-Victor-Bogen
- Denkmal der deutschen Soldaten
- Denkmal der österreichischen Soldaten
- Denkmal des Ludwigsvereins Bretzenheim
- Denkmal des Ludwigsvereins Gonsenhein
- Denkmal für Kapuzinerpater Alphons Neyssen
- Denkmal zum Gedächtnis an die Explosion des Pulverturms, Hauptfriedhof
- Deutsches Kriegerdenkmal
- Die geteilte Hauptstadt, Berliner Siedlung
- Drususstein
- Ehrenfriedhof für die Französischen, österreichischen und deutschen Soldaten, Hauptfriedhof
- Ehrenhof 1933, Kriegerdenkmal, Gonsenheim
- Ehrenmal für den Kreuzer Mainz, Adenauer-Ufer
- Frauenlob-Denkmal, im Domkreuzgang (Ludwig Michael Schwanthaler 1842)
- Frauenlobstein, im Domkreuzgang (Grabplatte des Minnesängers Frauenlob, 1318 – renoviert, ergänzt und aufgestellt 1783)
- Garten der Zeit, Mitternacht (Steine aus verschiedenen Epochen der Erdgeschichte, 1992)
- Gautor
- Gedenkplatte für die Bombenopfer vom 27. Februar 1945, Emmeransstraße
- Giebelstein vom Pulverturm, Ballplatz (683 kg, war bei der Pulverturmexplosion 1857 bis hierhin geschleudert worden)
- Gonsenheimer Tor
- Grabstein des Blussus und der Menimane, Nachbildung eines römischen Grabsteins mit der ältesten römische Schiffsdarstellung nördlich der Alpen, Weisenau Tanzplatz
- Gutenberg-Bronzebüste, vor dem Gutenberg-Museum, (Wäinö Aaltonen 1962)
- Gutenberg-Denkmal (Bertel Thorvaldsen 1837)
- Gutenberg-Lettern, Liebfrauenplatz (9 Steinblöcke mit Schrift-Thematik, auf dem Symposium der Rheinhessischen Steinmetz- und Steinbildhauerinnung geschaffen, 1997)
- Gutenberg-Skulptur, Karmeliterplatz/Christofsgässchen (Karlheinz Oswald, 2001)
- Hessendenkmal Finthen
- Hessisches Kriegerdenkmal
- Heunensäule, Markt (Geschenk der Stadt Miltenberg anlässlich des Domjubiläums 1975 – im Wald bei Miltenberg liegen heute noch 6 Säulen, die vermutlich für den Mainzer Dom bestimmt waren. Sockel mit Motiven der Stadtgeschichte von Gernot Rumpf 1980)
- Große Mainzer Jupitersäule
- Kreuz, Weisenau, Heiligkreuzweg
- Kriegerdenkmal, Kirchgasse Finthen
- Kriegerdenkmal, Drais
- Kriegerdenkmal, am Friedhof Weisenau/Heiligkreuzweg
- Kriegerdenkmal 1870/71, Ebersheim Pfarrkirche
- Kriegerdenkmal, Französischer Garnisonsfriedhof
- Napoleonstein Gonsenheim
- Peter-Cornelius-Denkmal, im Park zwischen Drususwall und Fort Elisabeth, (Hugo Lederer 1930)
- Kriegsmahnmal St. Christoph
- Prinz Holstein Denkmal
- Römersteine
- Schillerdenkmal, Schillerplatz
- Stele: Meister – Lehrling – Geselle, Robert-Koch-Straße
- Eingangsportal zur Domstiftskurie (Bischöfliches Palais), Bischofsplatz
- Unteilbares Deutschland, Fischtorplatz
- Veteranendenkmal

## Brunnen

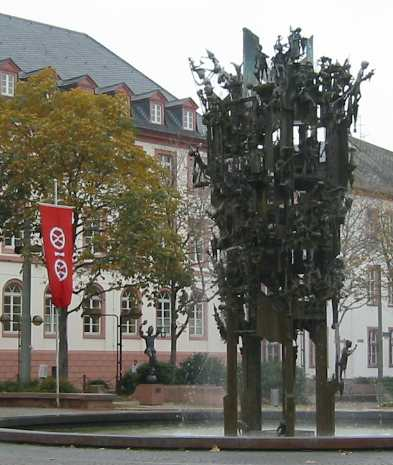
Mainzer Fastnachtsbrunnen

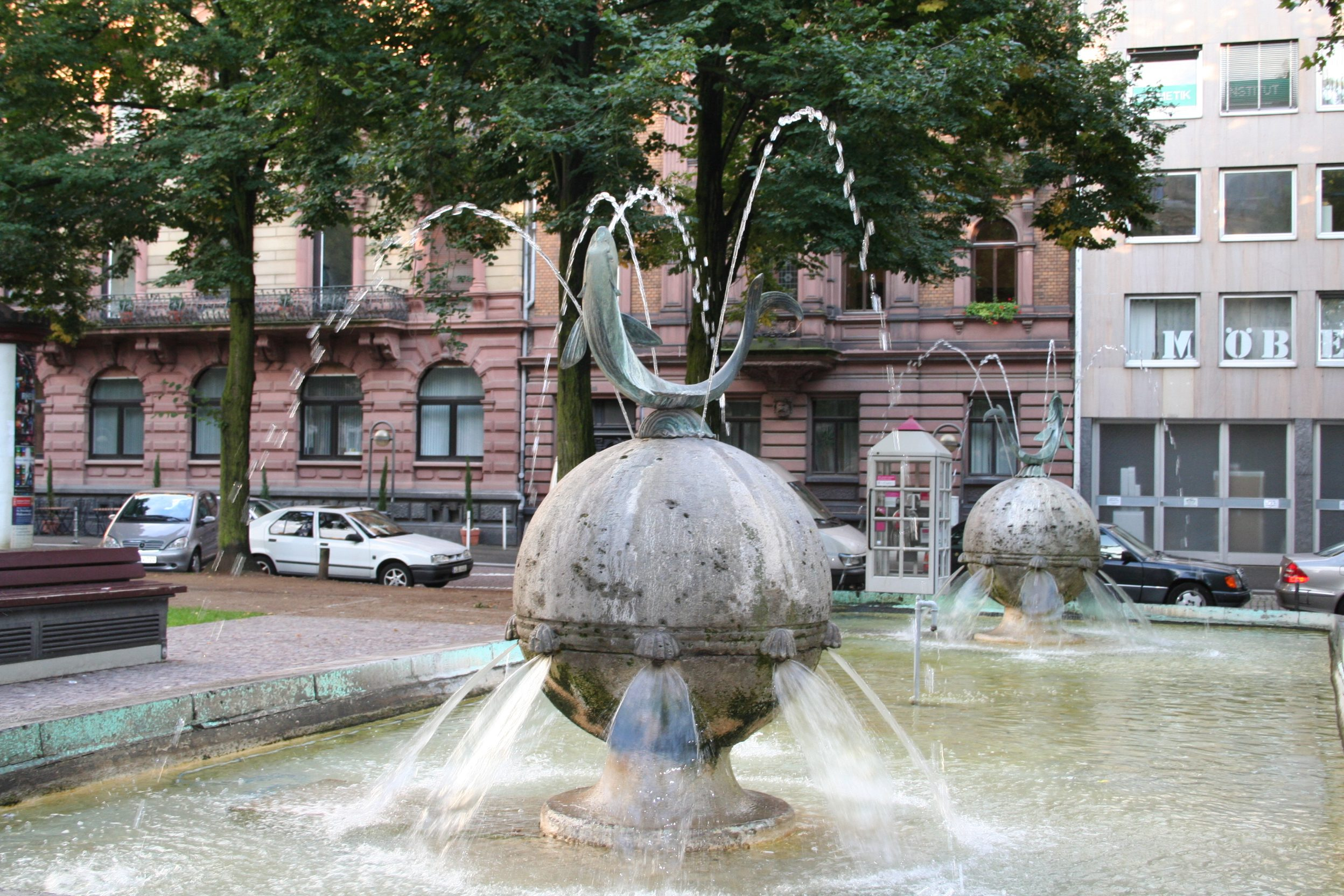
Quellmänner un Hering

### Neustadt
- Frauenlobbrunnen
- Määnzer Buwe, am Bismarckplatz (Heinz Müller-Olm)

### Altstadt
- Bilhildis-Brunnen am Erthaler Hof; Statue der Äbtissin mit Ordensstab und dem Modell des Altmünsterklosters
- Drei-Mädchen-Brunnen am Ballplatz
- Fastnachtsbrunnen (Blasius Spreng, 1967)
- Marktbrunnen, aus der Renaissance
- Maskenbrunnen mit Bonifaziusdenkmal, vor dem Dom. Die Kopie eines als Maske gestalteten Schlusssteines des ehemaligen Neutors von 1699 dient als Wasserspeier. Name im Volksmund: „Heiliger Sankt Spuckes“. Aufgestellt 1975 zum Domjubiläum.
- Kirschgartenbrunnen im Kirschgarten mit der Harxheimer Madonna
- Schützenbrunnen, Stadtpark
- Kurfürstenbrunnen am Rheinufer (Hilton)
- Fischtorbrunnen (Rudolf Schreiner)
- Neuer Brunnen, Neubrunnenplatz
- Fünf Figuren aus der Mainzer Geschichte, Leichhof (Heinz Müller-Olm)
- Entenfänger, Flachsmarkt (Jakob Schmitt)
- Glockenbaum, vor dem Kultusministerium. Im Volksmund bekannt als „Beamtenwecker“. (Gernot Rumpf, 1976)
- Fischweiberbrunnen von Elsa Montag in der Gaustraße am Osteiner Hof
- Tritonbrunnen am Kleinen Haus
- Ignatzbrunnen vor St. Ignaz
- Jubiläumsbrunnen zur 2000-Jahr-Feier auf dem Ernst-Ludwig-Platz
- Höfchenbrunnen
- Mauritzenbrunnen am Mauritzenplatz
- Schloßhofbrunnen im Kurfürstlichen Schloss
- Schwengelpumpe, Hänleingasse und Bischofsplatz[1]

### Oberstadt
- Brunnen an der Kartaus

### Stadtteile

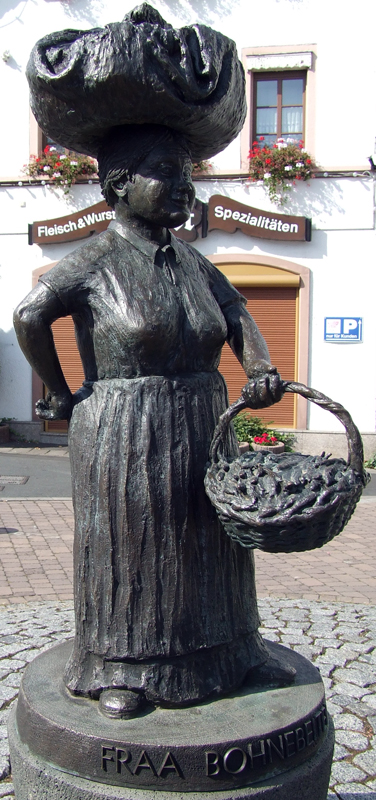
Fraa Bohnebeitel

- Fraa Bohnebeitel, vor der Mombacher Ortsverwaltung
- Faatzerbrünnchen, Mombach
- Brünnchen, Mombach
- Brunnen, Mainzer Straße (vor dem Gonsenheimer Rathaus)
- Römerbrunnen, Bürgerhaus Finthen
- Brunnen in der Finther Poststraße von Reinhold Petermann (1992)
- Brunnenstube, Zahlbacher Steig
- Mariensäule und Hochzeitsbrunnen, zwischen St. Georg und Rathaus Bretzenheim
- Marienbrunnen (Wandbrunnen), Marienborn, Im Borner Grund
- Kugelbrunnen, Verwaltungsgebäude der Süddeutschen Eisen- und Stahl-Berufsgenossenschaft Weisenau
- Röhrenbrunnen, Laubenheim, Am Marktplatz
- Brunnen, Schulhof der Grundschule Laubenheim
- Weinbrunnen, Ebersheim

## Skulpturen

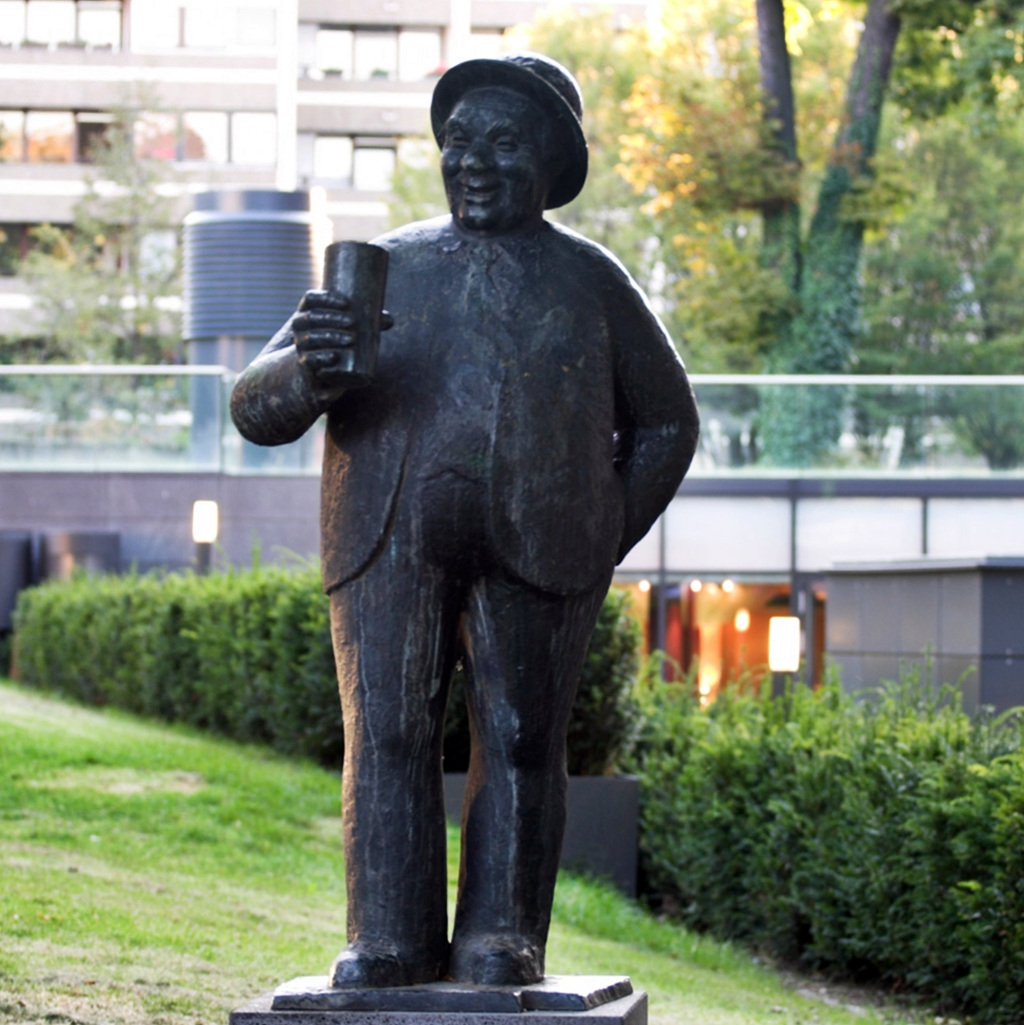
Der Mainzer „Schoppenstecher“ – Denkmal der Mainzer Weinkultur

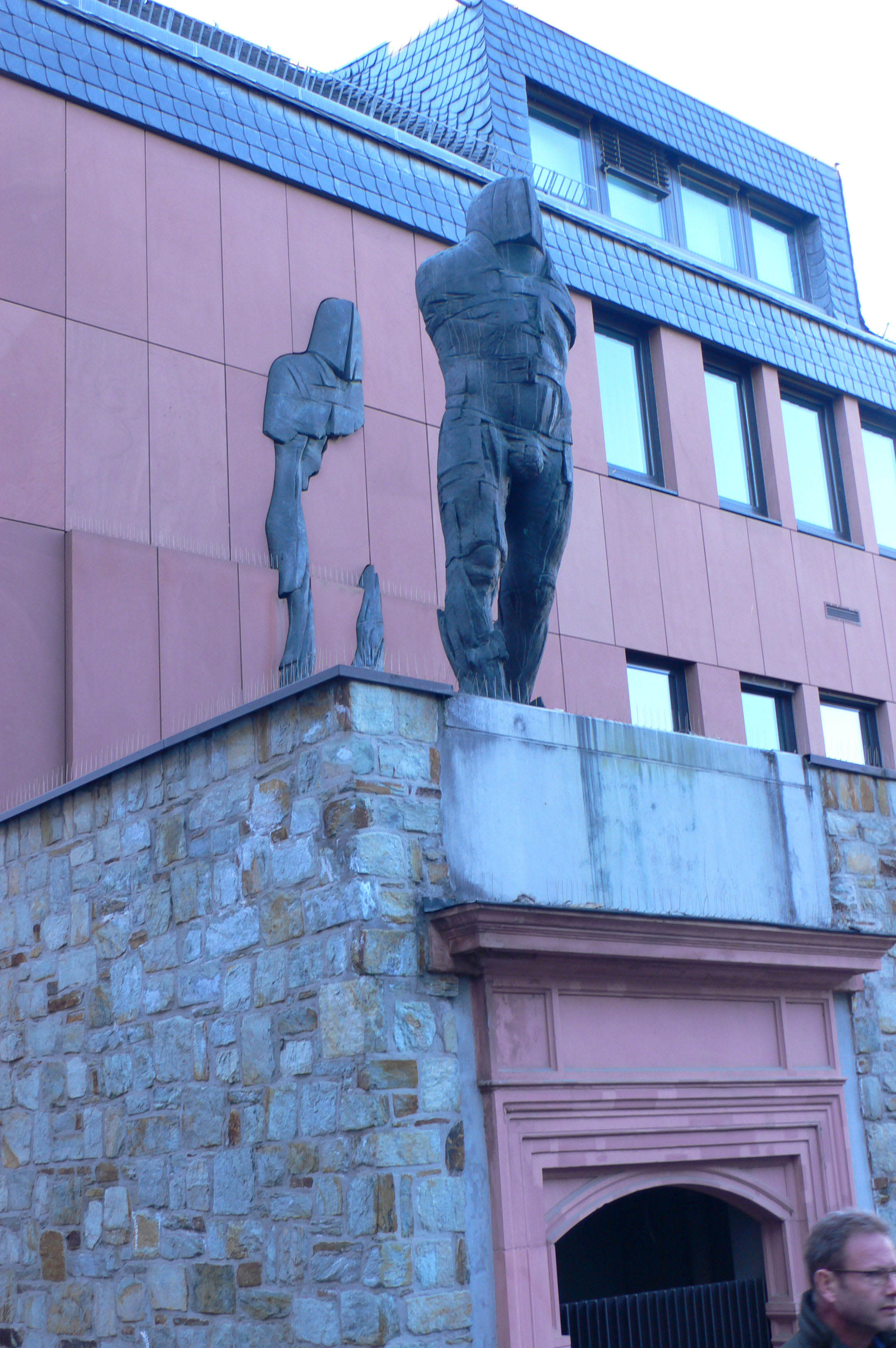
Mann vom Castrum

- Antimensch, Am alten Kaufhaus (Zbigniew Frączkiewicz 1990)
- Aufsteigender Kopf / Ausgewogener Kopf / Bedrohlicher Kopf, vor dem Arbeitsamt (drei Stahlplastiken von Franz Bernhard)
- Antiphonisches Leid, Bretzenheim
- Bajazz mit Laterne, Schillerplatz (Inge Blum)
- Büste Gustav Stresemanns Domus Universitatis (Heinz Müller-Olm)
- Das Paar, Deutschhausplatz/Mitternacht, (Eichenholzplastik von Erwin Wortelkamp 1990)
- Der Flug, auf dem Dach des Kleinen Hauses (Rainer Fetting)
- Der Junge mit der Lerche, Dorfplatz Drais
- Der Schlüssel des Stundenschlägers, Jockel-Fuchs-Platz (stark vergrößerte Kopie einer Kleinplastik von Hans Arp 1974)
- Dromedar, Galerie der LRP Landesbank Rheinland-Pfalz (Philipp Harth 1927)
- Feuervogel, Stresemann-Ufer, von Karl-Heinz Krause
- Familie, Bauhofstraße 9 (Ernst Simon)
- Gardetrommler Schillerplatz/Ludwigstraße (Bronzeplastik der Symbolfigur der Prinzengarde, Wolfgang Oester 1994)
- Goldenes Roß, zweite Fassung, auf dem Mittelrisalit der Golden-Roß-Kaserne (Heinz Müller-Olm)
- Johannes Gutenberg, Universitätsgelände
- Herkules, Stadtpark, vermutlich aus der Werkstatt von Franz Matthias Hiernle.
- Huldigung an das Quadrat, Weisenau, Friedrich-Ebert Schule
- Kraniche, Universitätsgelände, ReWi
- KCK Denkmal, Stadtpark
- Labyrinth, Grundschule Mainz-Bretzenheim-Süd (Heiner Thiel 2000)
- Lebenskraft, Jockel-Fuchs-Platz (Andreu Alfaro 1982)
- Mann mit Pferd, Universitätsgelände, Philosophicum
- Mann vom Castrum (Eberhard Linke), Breidenbacherstraße 12
- Phoenix, Universitätsgelände, Haus des Kunstgeschichtlichen Instituts
- Reiher in der Ludwig-Schwamb-Schule (Philipp Harth)
- Reiterstandbild, an der Generalfeldzeugmeisterkaserne – Im Volksmund als „Contergangaul“ bekannt. (Heinz Hemrich 1961)
- Rheinschiffer, Weisenau, Tanzplatz
- Säule des Auferstandenen, St. Georg
- Schoppenstecher-Standbild, Schillerstraße
- Springseilmädchen, Im Spielhof der Kindertagesstätte Zahlbach
- Tiger (Bronze) am Rheinufer (Philipp Harth 1936–37)
- Tore am Gutenbergmuseum (Karl-Heinz Krause, 1962)
- Torso des Flussgottes Rhenus, Stadtpark
- Trauernder, Gedächtnishalle, Hauptfriedhof
- Triton
- Vertreibung aus dem Paradies, Bretzenheim, St. Georg